# Patrimoni dell'umanità della Repubblica del Congo
I patrimoni dell'umanità della Repubblica del Congo sono i siti dichiarati dall'UNESCO come patrimonio dell'umanità nella Repubblica del Congo, che è divenuta parte contraente della Convenzione sul patrimonio dell'umanità il 10 dicembre 1987.
Al 2023 i siti iscritti nella Lista dei patrimoni dell'umanità sono due, mentre tre sono le candidature per nuove iscrizioni. Il primo sito, il Sangha Trinational, è stato iscritto nella lista nel 2012, durante la trentaseiesima sessione del comitato del patrimonio mondiale. Nel 2023, nella quarantacinquesima sessione, il Massiccio forestale di Odzala-Kokoua è divenuto il secondo sito congolese riconosciuto dall'UNESCO. Entrambi i siti sono considerati naturali, secondo i criteri di selezione; uno è parte di un sito transnazionale.

## Siti del Patrimonio mondiale
| Foto | Sito                                 | Luogo                                                                                         | Tipo                   | Anno | Descrizione |
| ---- | ------------------------------------ | --------------------------------------------------------------------------------------------- | ---------------------- | ---- | --- |
|      | Sangha Trinational                   | Dipartimento di Likouala, Dipartimento di Sangha (condiviso con Camerun e Rep. Centrafricana) | Naturale (1380; ix, x) | 2012 | Situato nel bacino nord-occidentale del Congo, dove si incontrano Camerun, Repubblica Centrafricana e Congo, il sito comprende tre parchi nazionali contigui per un totale di circa 750 000 ettari. Gran parte del sito non è influenzato dall'attività umana e presenta una vasta gamma di ecosistemi forestali tropicali umidi con una ricca flora e fauna, tra cui coccodrilli del Nilo e pesce tigre golia, un grande predatore. Le radure forestali supportano specie erbacee e il Sangha ospita considerevoli popolazioni di elefanti della foresta, gorilla di pianura occidentale in pericolo di estinzione e scimpanzé in via di estinzione. L'ambiente del sito ha preservato la continuazione di processi ecologici ed evolutivi su vasta scala e una grande biodiversità, comprese molte specie animali in via di estinzione. La componente congolese del sito è costituita dal Parco nazionale di Nouabalé-Ndoki. |
|      | Massiccio forestale di Odzala-Kokoua | Dipartimento di Cuvette-Ovest, Dipartimento di Sangha                                         | Naturale (692; ix, x)  | 2023 | Questo sito è un eccellente esempio, su scala eccezionalmente ampia, del processo di ricolonizzazione forestale post-glaciale degli ecosistemi della savana. È quindi ecologicamente significativo come punto di convergenza di molteplici tipi di ecosistemi (foresta congolese, foresta della Bassa Guinea e savana). L’ampia gamma di classificazioni per età nello spettro della successione forestale contribuisce all’ecologia altamente distinta del parco, incorporando un'ampia gamma di notevoli processi ecologici. È una delle roccaforti più importanti per gli elefanti delle foreste dell'Africa centrale ed è riconosciuto come il parco con la più ricca diversità di primati nella regione. |

## Siti candidati
| Foto | Sito                                           | Luogo                                           | Tipo                    | Anno       | Descrizione |
| ---- | ---------------------------------------------- | ----------------------------------------------- | ----------------------- | ---------- | --- |
|      | Antico porto d'imbarco degli schiavi di Loango | Distretto di Hinda                              | Culturale (5373; vi)    | 12/06/2008 | L'antico porto degli schiavi di Loango è uno dei siti più importanti del Golfo di Guinea attraverso il quale milioni di schiavi venivano caricati su navi e trasportati direttamente nelle Americhe senza scali intermedi. Questo luogo, che ha inghiottito milioni di anime perse negli orizzonti divoratori dell'Oceano Atlantico, conserva ancora tutte le testimonianze di questo commercio disumano che portò a uno dei più grandi genocidi dell'umanità: il grande mercato, i tre alberi di mango, l'albero per il rito dell'oblio e quello del ritorno così come l'imbarcadero ne sono testimonianza. Inoltre, questo sito, per la sua carica storica, è anche il luogo dove si praticano ancora diversi riti di intronizzazione e funerali dei re del regno di Loango. |
|      | Dominio reale di Mbé                           | Distretto di Ngabé                              | Culturale (5374; v, vi) | 12/06/2008 | Il Dominio reale di Mbé costituisce l'anello centrale di un'entità etnolinguistica. Il Regno di Téké era noto agli esploratori europei dal XV secolo come Regno di Anzico. Il Dominio reale di Mbé è costituito da un insieme di siti legati alla cultura e alla storia del popolo Téké, tra cui la città di Mbé, capitale del regno e residenza del Makoko (re). Ha sperimentato un movimento costante nel corso della storia: la tradizione culturale precoloniale Téké richiedeva infatti lo spostamento della capitale "Mbé" ogni volta che un re moriva. Il Dominio reale di Mbé resta così scandito da antichi siti che ospitarono la capitale del regno che sono divenuti successivamente foreste sacre.                                                                |
|      | Parco nazionale di Conkouati-Douli             | Distretto di Madingo-Kayes, Distretto di Nzambi | Naturale (5375; ix, x)  | 12/06/2008 | Il Parco nazionale di Conkouati-Douli è il secondo sito di nidificazione al mondo per le tartarughe liuto dopo la Guyana e il primo sito in Africa. Il Parco è un sito che riunisce al suo interno una grande diversità di habitat: lagune e laghi con acqua salmastra e dolce, fitta foresta di terraferma, fitta foresta palustre, savane erbose e arbustive, mangrovie, la frangia marittima e il mare. Questa diversità di habitat giustifica la diversità delle specie animali e vegetali. |